# Frayssinet-le-Gélat
Frayssinet-le-Gélat là một xã thuộc tỉnh Lot trong vùng Occitanie phía tây nam nước Pháp.